# San Marcos (Sucre)
San Marcos est une municipalité colombienne située dans le département de Sucre entre les rivières San Jorge y Cauca. Depuis le XIXe siècle, elle est connue sous le nom de « La Perla del San Jorge » pour être la ville la plus importante de la vallée de San Jorge. San Marcos est situé à la frontière entre les vastes savanes des Caraïbes colombiennes et la région de La Mojana.
Les principales activités économiques de la municipalité sont la pêche, l'agriculture, l'élevage et le commerce.

## Histoire
San Marcos n'a pas de date de fondation en tant que colonie, mais son expansion a été prouvée au moins depuis 1706. La population était composée d'un grand nombre d'esclaves affranchis vivant dans des habitations rustiques sur les rives du marais qui appartenait au Hato Mayor de San Marcos del Carate, dont le propriétaire était le capitaine espagnol Don Juan de Zabaleta, qui avait reçu de vastes terres de la Couronne espagnole en paiement des services rendus au roi dans sa carrière militaire.
À la mort de Don Juan et en l'absence d'héritiers légitimes, cette hacienda est passée aux mains de Don Damián Arráez, époux de Doña Micaela Lanz, plus connue sous le nom de « La Mariscala ».
Plus tard, il est devenu la propriété de la Marquise Isabel de Madariaga, que les habitants de San Marcos appelaient « La Marquesita », l'entourant de légendes incroyables jusqu'à ce qu'elle devienne un de leurs mythes locaux. 
San Marcos faisait initialement partie du district de Chinú et, plus tard, du district de Caimito, lorsqu'en 1911, l'honorable assemblée du département de Bolívar a approuvé l'ordonnance no 39 par laquelle il a été élevé à la catégorie de capitale municipale. Cet événement important a donné une vie juridique à l'entité territoriale qui a eu Don Neftalí Carriazo Díaz comme premier maire à partir du 4 juin 1912. 
De 1957 à 1962, par décret du dictateur de l'époque, le général Gustavo Rojas Pinilla, San Marcos a été annexé au département de Córdoba, et est revenu au territoire de Bolivar à partir de cette date jusqu'en 1967, date à laquelle la municipalité a été incorporée à la nouvelle entité territoriale appelée département de Sucre. 

## Économie
Situé sur les rives de la rivière San Jorge et à proximité de La Mojana, San Marcos fait partie d'une importante zone agricole et possède une forte projection commerciale. Sa principale activité économique est l'agriculture, suivie de l'élevage et de la pêche.
Au cours des dernières années, la culture du riz s'est considérablement développée, ce qui a conduit à l'établissement de moulins qui transforment le produit pour la consommation régionale. 